# Cucut terrestre de Borneo
El cucut terrestre de Borneo (Carpococcyx radiceus) és una espècie de cucut terrestre de la família dels cucúlids (Cuculidae). És, tal com suggereix el seu nom comú, endèmica de l'illa de Borneo, i es troba a Brunei, Malàisia i Indonèsia. Està restringit a la selva humida, boscos i matolls. Està amenaçat per la pèrdua d'hàbitat. Anteriorment es considerava conespecífic amb el cucut terrestre de Sumatra.

## Taxonomia
El cucut terrestre de Borneo va ser descrit com a Calobates radiceus pel zoòleg neerlandès Coenraad Jacob Temminck el 1832 basant-se en un exemplar femella del districte de Pontianak a Borneo. El 1840, George Robert Gray la va establir com l'espècie tipus d'un nou gènere, Carpococcyx, perquè Calobates era similar al gènere de mosca Calobata. A més, també és un homònim júnior del gènere Calobates, establert pel naturalista alemany Johann Jacob Kaup el 1829. El nom específic, *radiceus*, prové del neollatí * radius* (vareta o bastó) o *radicis* (fonament). La descripció original no proporciona prou proves per esmenar el nom. No obstant això, algunes autoritats utilitzen radiatus com a epítet específic.